# Trichoglottis collenetteae
Trichoglottis collenetteae är en orkidéart som beskrevs av J.J.Wood, C.L.Chan och Anthony L. Lamb. Trichoglottis collenetteae ingår i släktet Trichoglottis och familjen orkidéer. Inga underarter finns listade i Catalogue of Life.